# Frank J. Sprague
Frank Julian Sprague, né le 25 juillet 1857 à Milford (Connecticut) et mort le 25 octobre 1934, est un officier de la marine des États-Unis et un inventeur qui a contribué au développement du moteur électrique, des automotrices électriques (en particulier du tramway) ainsi que des ascenseurs électriques.
Ses découvertes ont un impact important, car elles permettent d’accroître la taille des villes grâce à la mise en place de moyens de transport adaptés et de bâtir des quartiers d'affaires plus denses grâce à l'utilisation d'ascenseurs électriques dans les gratte-ciel. Sprague est connu comme le « Père de la traction électrique ».

## Biographie et réalisations

### Enfance et éducation
Sprague naît à Milford, dans le Connecticut le 25 juillet 1857. Il perd sa mère lorsqu'il a sept ans et son père, surveillant général dans une chapellerie, le confie alors à l'une de ses tantes dans le Massachusetts. Lycéen, il excelle dans les mathématiques et les sciences naturelles. En 1874, il entre à l'académie navale d'Annapolis dans le Maryland, d'où il sort 7e de sa promotion en 1878.

### Enseigne dans la Navy et inventeur
Devenu enseigne dans l'US Navy, il sert successivement sur plusieurs vaisseaux et invente le premier interphone électrique installé sur un bateau. Il assiste à l'exposition internationale d'Électricité de 1881 (Paris) et à l'exposition du Crystal Palace (Londres) en 1882, en tant que membre du jury pour les moteurs à essence, les dynamos et les éclairages.

### Collaborateur d'Edison

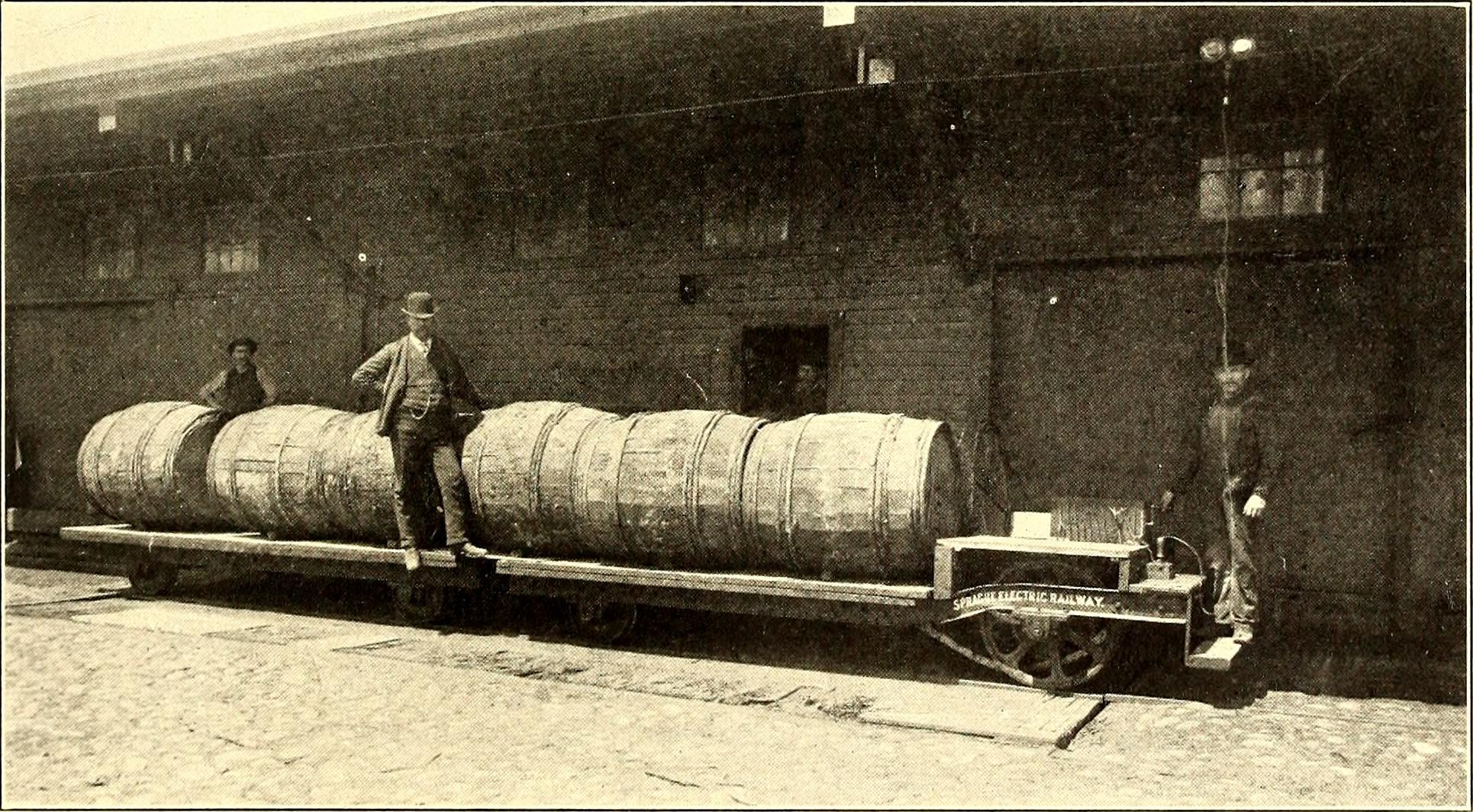
Le chariot sur les rails de la sucrerie.

En 1883, il démissionne de la Navy pour être recruté par un collaborateur des laboratoires de Thomas Edison à Menlo Park dans le New Jersey. Il contribue aux recherches en introduisant des méthodes statistiques permettant de limiter le nombre d'essais infructueux. Il participe également à la mise au point des centrales d'alimentation électrique.
En 1884, il quitte Edison et crée sa propre société, la Sprague Electric Railway Motor Company. Il invente en 1886 un nouveau moteur électrique à vitesse constante, avec des balais fixes et un système de renvoi de courant ; il l'installe sur un chariot qu'il teste sur la voie privée d'une raffinerie de sucre à New York. Ce moteur est le premier à fournir une vitesse constante sous une charge variable.

### Tramways électriques

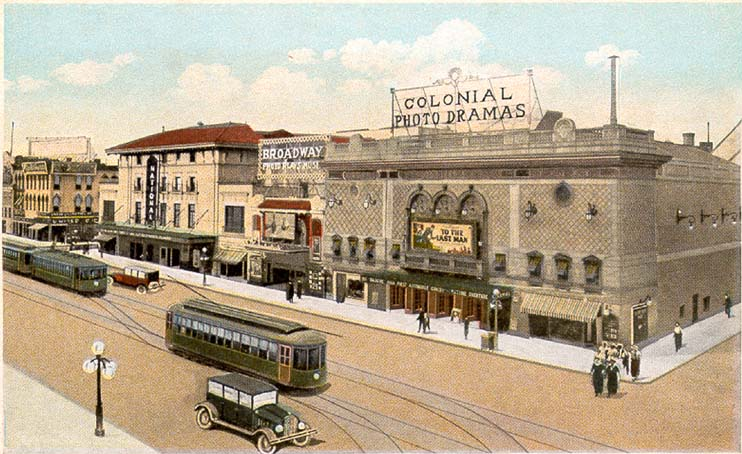
Carte postale historique montrant un tramway électrique à Richmond.

Une des inventions de Sprague est un système permettant de capter l'électricité circulant dans une ligne électrique aérienne. Sa perche de tramway, inventée en 1880, utilise une roue pour glisser sur le fil électrique. Fin 1887, début 1888, Sprague utilise son invention pour mettre au point le premier système de tramway électrique à Richmond. Les premiers essais, sur les collines de la ville, avec des rues comportant des pentes de 10 %, prouvent l'efficacité de cette invention ; ils attirent des mécènes qui permettent à Sprague de compléter la mise au point de son système et de le rendre pleinement opérationnel. Une année plus tard, le transport électrique remplace les coûteux chevaux dans de nombreuses villes. En 1889, 110 réseau de chemins de fer, sur plusieurs continents, utilisent le système de Sprague ou prévoient de l'introduire.
En 1890, Edison, qui fabrique la plupart des équipements de Sprague, lui rachète son entreprise.

### Système de contrôle à distance des motrices

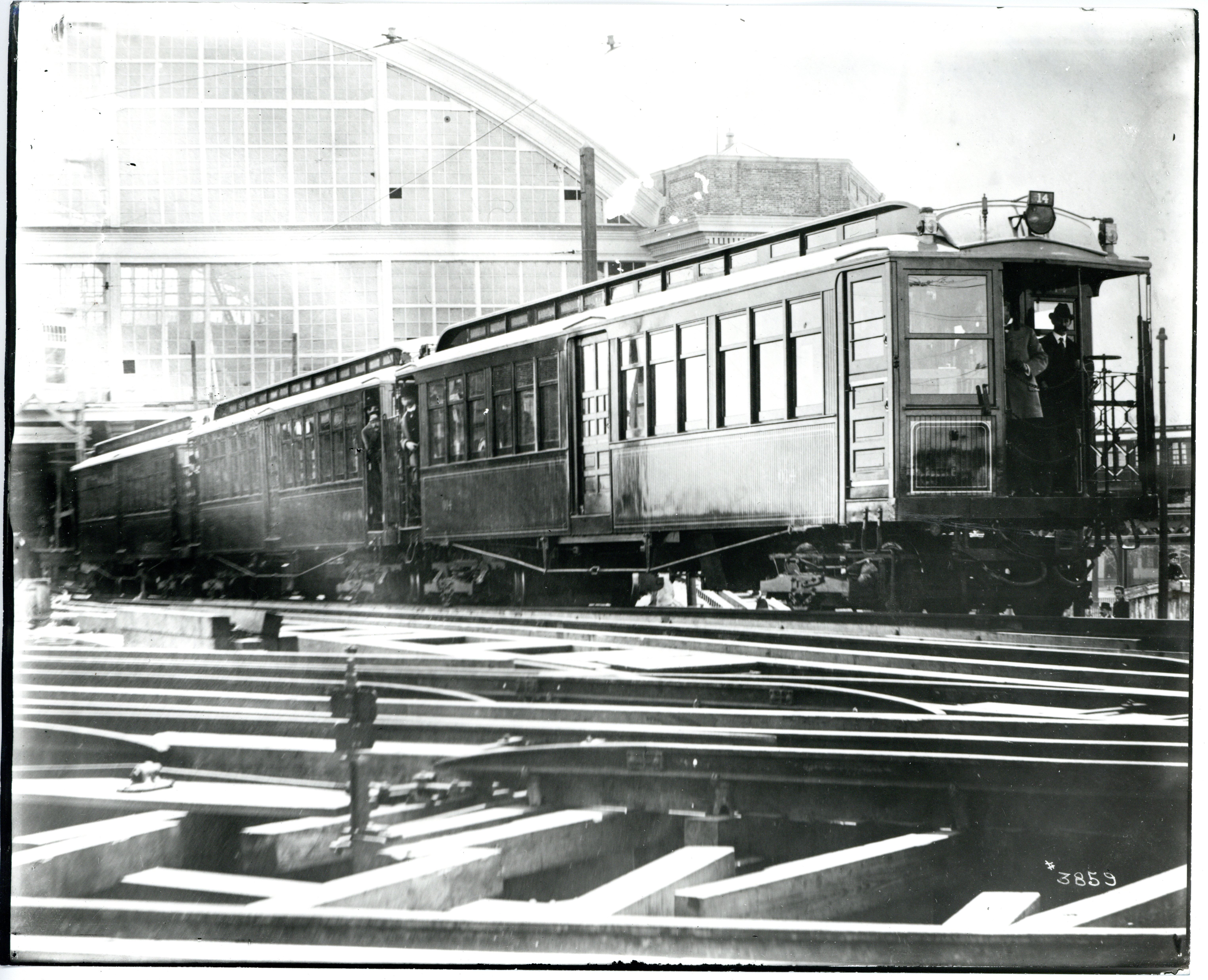
Train d'essais à Boston, vers 1900.

Avec l'expérience acquise sur les tramways, Sprague met au point un système permettant à un seul conducteur de télécommander plusieurs motrices électriques. Ce dispositif permet de constituer des rames comportant plusieurs motrices, l'éventuelle panne de l'une d'entre elles n'affectant pas le fonctionnement des autres. La première application est réalisée sur le métro Elevated de Chicago. Le succès de son exploitation entraîne son déploiement à Brooklyn, New York et Boston. Ce système est aussi utilisé à partir de 1908 pour le métro de Paris avec les rames Sprague-Thomson.
D'autres constructeurs déploient des systèmes concurrents mais Sprague, qui a déposé son brevet, remporte les procès qu'il intente. En 1902, il revend pourtant ce brevet à la General Electric, au sein de laquelle il travaille ensuite.
Entre 1896 et 1900, Sprague réalise l'électrification des gares du New York Central Railroad et en particulier du Grand Central Terminal de New York. Il met au point un système de freinage automatique et fonde la Sprague Safety Control & Signal Corporation pour le développement de son système.

### Ascenseurs électriques
Sprague se tourne vers 1890 vers le développement de l'ascenseur électrique à l'époque où les gratte-ciel sont de plus en plus nombreux ; il fonde à cet effet en 1892 la société Sprague Electric Elevator Company. Il met au point avec Charles R. Spratt un ascenseur électrique plus rapide que les ascenseurs hydrauliques ou propulsés par des moteurs à vapeur existants. Sprague vend son entreprise à la société Otis Elevator en 1895. 
Dans les années 1920, il développe un système permettant de faire circuler deux ascenseurs indépendants dans une même gaine ainsi que des nouveaux dispositifs de sécurité. Il vendit plus tard son système à Westinghouse Electric.
Il cesse peu à peu de d'intéresser à la technique, donne quelques conférences et meurt le 25 octobre 1934. Il est inhumé au cimetière national d'Arlington.

## Récompenses et distinctions
Sprague reçoit plusieurs récompenses pour ses travaux, dont la médaille d'or de l'Exposition électrique de Paris en 1889, le grand prix de l'Exposition universelle de Saint Louis en 1904, la médaille Elliott-Cresson en 1904 et la médaille Edison de l'Institut Américain des Ingénieurs en électricité en 1910, ainsi que la médaille Franklin en 1921, et à titre posthume la médaille d'or John Fritz en 1935.